# Dieter Gorny
Dieter Gorny (* 26. August 1953 in Soest) ist ein deutscher Medienmanager und Musiker.

## Leben
Gorny studierte zunächst in Köln Musik (Kontrabass, Klavier und Komposition), wurde Musiklehrer und spielte in mehreren Orchestern, so bei den Bochumer Symphonikern und dem Wuppertaler Symphonieorchester. Er initiierte in den 1980er Jahren in Wuppertal das Projekt Rockförderung in Nordrhein-Westfalen kurz Rockbüro-NRW genannt und erteilte seit 1988 Unterricht an der Musikhochschule Köln. 1989 erhielt er einen Lehrauftrag für die Musikhochschule in Hamburg. Ebenfalls 1989 rief Gorny die Popkomm ins Leben, eine contentorientierte Musikmesse, die erstmals im Düsseldorfer Kulturzentrum Zakk stattfand und dann in Köln abgehalten wurde. Ab 2004 wurde sie in Berlin veranstaltet. Gorny war von 1997 bis 2003 Mitglied im Vorstand der Kulturpolitischen Gesellschaft (Bonn).
1993 gründete Gorny mit anderen Gesellschaftern den Musiksender VIVA und wurde dessen Geschäftsführer. Im Jahr 2000 wurde er Vorstandsvorsitzender der neu gegründeten VIVA Media AG und 2005 nach der Übernahme durch den US-Medienkonzern Viacom Executive Vice President von MTV Networks Europe. Im Januar 2007 verließ er MTV.
Gorny ist seit 2000 Präsidiumsmitglied des Deutschen Musikrates und war von 2007 bis 2017 Vorstandsvorsitzender des Bundesverbandes Musikindustrie. Von 2007 bis 2010 war er Aufsichtsratsvorsitzender der Filmstiftung Nordrhein-Westfalen und seit 2007 ist er Aufsichtsratsvorsitzender der Initiative Musik. Im März 2015 wurde er vom Bundeswirtschaftsminister Sigmar Gabriel zum Beauftragten für kreative und digitale Ökonomie berufen.
Seit 2005 ist Gorny Professor für Kultur- und Medienwissenschaft an der Fachhochschule Düsseldorf.
Gorny war einer der vier künstlerischen Direktoren der RUHR.2010 – Kulturhauptstadt Europas und wurde anschließend Geschäftsführer des als Institut der RUHR.2010 gegründeten European Centre for Creative Economy (ECCE) mit Sitz im Dortmunder U. Als künstlerischer Direktor der RUHR.2010 engagierte er sich dafür, die Loveparade 2010 trotz Geldmangels in Duisburg auszurichten.
Gorny ist verheiratet, hat vier Kinder und lebt in Essen. Er ist Mitglied der SPD.

## Auszeichnungen
- 1992: Echo Medienmann des Jahres
- 1997: Adolf-Grimme-Preis